# Luigi Luciani
Luigi Luciani (Ascoli Piceno, 23 novembre 1840 – Roma, 23 giugno 1919) è stato un cardiologo e fisiologo italiano.

## Biografia
Nato in una famiglia di intellettuali (lo zio materno era il patriota Candido Augusto Vecchi), si iscrisse alla Facoltà di Medicina e Chirurgia dell'Università di Bologna solo nel 1862, dopo aver partecipato attivamente ai movimenti politici per l'unità d'Italia. Si laureò nel 1868 a Bologna dopo aver frequentato per un biennio l'Università di Napoli, dove si era trasferito per motivi di salute. Dopo la laurea si dedicò a un'attività di ricerca presso il laboratorio di fisiologia diretto da Luigi Vella (1869-1871).
I suoi primi interessi scientifici, lo studio del ciclo cardiaco, lo spinsero a recarsi a Lipsia, dove nel biennio 1872-1873 fu allievo del grande fisiologo Carl Ludwig. L'esperienza tedesca venne giudicata dallo stesso Luciani il più importante evento professionale della sua vita. A Lipsia, in registrazioni su muscolo cardiaco isolato di rana, mise in evidenza quello che è noto come "Fenomeno di Luciani-Wenckebach", ovvero il salto di una sistole dopo un certo numero di sistoli ritmiche, in seguito a legature cardiache parziali fra gli atrii e i ventricoli. Il fenomeno, studiato successivamente dall'olandese Wenckelbach e dal tedesco Mobitz, è legato al passaggio dei potenziali d'azione dagli atri ai ventricoli; se la loro trasmissione è ostacolata, può accadere che i ventricoli saltino qualche battito proveniente dagli atri: è quanto si verifica in clinica nel blocco A-V incompleto di secondo grado di tipo Mobitz I.
Nel 1873, ottenuta la libera docenza in patologia generale, ebbe l'insegnamento a Parma, dove fu iniziato in Massoneria nella Loggia Alberico Gentili.
Tornato a Bologna, nel 1875 divenne professore di patologia medica generale all'Università degli Studi di Parma, e nel 1880 ottenne la cattedra di fisiologia all'Università di Siena, nel 1882 all'Università di Firenze, e infine nel 1893 all'Università "La Sapienza" di Roma, di cui divenne rettore nel 1898, e dove seguì numerosi allievi fra i quali occorre ricordare Giuseppe Amantea.
L'ambito delle sue ricerche fu molto vasto: oltre alla funzione cardiovascolare, il sistema nervoso autonomo, la funzione splenica, la patogenesi della febbre e dell'edema, la nutrizione e il digiuno. Pubblicò una settantina di lavori, fra articoli e libri. Il suo trattato di fisiologia in 5 volumi "Fisiologia dell'uomo" ebbe 5 edizioni in lingua italiana e fu tradotto in tedesco, inglese e spagnolo. Il successo di questo Trattato spinse i cattedratici italiani a scrivere manuali e testi universitari, mentre in precedenza si ricorreva a testi stranieri tradotti spesso in modo deplorevole.
Molto importanti furono i suoi studi sul sistema nervoso centrale. In particolare, individuò i tre sintomi principali delle patologie del cervelletto, il cui insieme costituisce la cosiddetta Triade di Luciani: astenia, atonia e astasia.
Morì all'età di 78 anni per un'infezione alle vie urinarie.

## Riconoscimenti
Fu socio di numerose accademie in Italia e all'estero, fra cui:
- Accademia dei XL, dal 1902
- Accademia Nazionale dei Lincei

Nel 1904 venne nominato senatore del Regno d'Italia.

## Scritti
- Luigi Luciani, Fisiologia dell'uomo, IV ed. accresciuta e rimaneggiata, Milano, Società editrice libraria, 1912.
- Luigi Luciani, L'alimentazione umana secondo le più recenti indagini fisiologiche, Milano, Società Editrice Libraria, 1917.
- Luigi Luciani, Ancora sulla ibernazione degli ovuli del baco da seta: Risposta alle note e appunti del prof. Verson, Firenze, Tipografia Cenniniana, 1885.
- Luigi Luciani, Ancora sulla sfera visiva del mantello cerebrale dei cani, Roma, Tipografia Regia Accademia Dei Lincei, 1912.
- Luigi Luciani, I centri psico-motori della corteccia cerebrale nella scimmia: dimostrazione sperimentale del prof. Luigi Luciani, Milano, Tipografia Rechiedei, 1881.
- Luigi Luciani, Le cervelet: nouvelles etudes de physiologie normale et pathologique par L. Luciani ; abregé fait par le dr. Pescarolo, Turin, Loescher, 1891.
- Luigi Luciani, Il cervelletto: nuovi studi di fisiologia normale e patologica, Firenze, Coi tipi dei successori Le Monnier, 1891.

- Luigi Luciani, Di una riforma ortografica basata sulla fonetica fisiologica, Modena, Formiggini, 1910.
- Luigi Luciani, Discorso inaugurale del prof. Luigi Luciani per la riapertura della R. Università di Parma nell'anno 1875-76, Parma, G. Feriari, 1875.
- Luigi Luciani, 1: Fenomeni ed attività vitali elementari: sangue, circolazione, respirazione, linfa , VI ed., con note del prof. Silvestro Baglioni, Milano, Società editrice libraria, 1923.
- Luigi Luciani, Fenomeni ed attività vitali elementari, sangue, circolazione, respirazione, linfa; con note aggiunte del prof. Silvestro Baglioni, VI ed. definitiva, Milano, Società editrice libraria, 1923.
- Luigi Luciani, I fenomeni psico-fisici della veglia e del sonno, Milano, Società editrice libraria, 1913.
- Luigi Luciani, Fisio-patologia: sui centri psico-sensorj corticali: comunicazione preventiva / dei professori Luigi Luciani e Augusto Tamburini letta al R. Istituto Lombardo nell'adunanza del 16 gennajo 1879, Milano, Tipografia Bernardoni di C. Rebeschini, 1879.
- Luigi Luciani, Fisiologia del digiuno: studi sull'uomo, Firenze, Tipografia dei Successori Le Monnier, 1889.
- Luigi Luciani, La fisiologia del sistema nervoso nelle sue relazioni coi fatti psichici del prof. M. Panizza, Reggio Emilia, tipi di Stefano Calderini e figlio, 1884.
- Luigi Luciani, Fisiologia dell'uomo: trattato didattico, Milano, Soc. Editrice Libraria, 1901.
- Luigi Luciani, La fisiologia e la scienza sociale: discorso inaugurale per la riapertura della R. università di Siena, nell'anno accademico 1880-81, letto dal prof. Luigi Luciani, Siena, Tipografia sordo-muti di L. Lazzari, 1880.
- Luigi Luciani, 1: Fisiologia generale: fisiologia degli organi della vita vegetativa, Milano, Società Editrice Libraria, 1901.
- Luigi Luciani, Giulio Ceradini, Roma, Tipografia F.lli Centenari, 1895.
- Luigi Luciani, Giuseppe Colasanti: commemorazione, Roma, F.lli Centenari.
- Luigi Luciani, Das Kleinhirn: neue Studien zur normalen und pathologischen Physiologie / von Luigi Luciani; Deutsche Ausgabe besorgt von M. O. Fraenkel, Leipzig, Besold, 1893.
- Luigi Luciani, Linee generali della fisiologia del cervelletto, prima memoria del prof. Luigi Luciani., Firenze, Successori Le Monnier, 1884.
- Luigi Luciani, Le localizzazioni funzionali del cervello, Napoli, Vallardi, 1885.
- Luigi Luciani, Luigi Pasteur, Roma, Tipografia Dell'unione Cooperativa Editrice, 1895.
- Luigi Luciani, Metabolismo: funzioni sessuali, vita e morte, razze umane , VI ed., con note aggiunte del prof. Silvestro Baglioni, Milano, Società editrice libraria, 1924.
- Luigi Luciani, Morbi simpliciores, prelezione del dott. Luigi Luciani, Bologna, Tipi Fava e Garagnani, 1874.
- Luigi Luciani, Muscoli, locomozione, fonazione, sistema nervoso  ; con note aggiunte del prof. Silvestro Baglioni, VI ed. definitiva, Milano, Società editrice libraria, 1923.
- Luigi Luciani, Organi dei sensi: veglia e sonno , VI ed., con note aggiunte del prof. Silvestro Baglioni, Milano, Società editrice libraria, 1924.
- Luigi Luciani, Organi dei sensi, veglia e sonno , VI ed. definitiva con note aggiunte [di] Silvestro Baglioni, Milano, Società editrice libraria, 1924.
- Luigi Luciani, Parole del rettore prof. Luigi Luciani: lette il 5 novembre 1898 in occasione della solenne inaugurazione degli studi, Roma, Tipografia fratelli Pallotta, 1898.
- Luigi Luciani, Per la riforma ortografica, Roma, G. Bertero, 1910.
- Luigi Luciani, Die Physiologie und Socialwissenschaft: Rede zur eroffnung der vorlesungen an der Universitat Siena im Jahre 1880-1881 von prof. Luigi Luciani ; ubersetzt von dr. H. Kornfeld, Leipzig, J. B. Hirschfeld, 1881.
- Luigi Luciani, I preludi della vita: Discorso inaugurale letto nell'aula Magna del r. Istituto di studi superiori pratici e di perfezionamento in Firenze il d 1º dicembre 1892, Firenze, Stab. Tipografia Fiorentino, 1892.
- Luigi Luciani, Le prime questioni fisiologiche: prelezione del dott. Luigi Luciani, Napoli, Roma: Enrico Detken, 1880.
- Luigi Luciani, Relazione al sopraintendente sulle visite fatte in Parigi allo stabilimento Pasteur per la cura preventiva della rabbia (r. Istituto di studi superiori pratici e di perfezionamento in Firenze), Firenze, Tipografia Dei Succ. Le Monnier, 1886.
- Luigi Luciani, Risposta del prof. Luigi Luciani alla critica sperimentale della attività diastolica pei dottori A. Mosso e L. Pagliani, Bologna, Tipi Fava e Garagnani, 1876.
- Luigi Luciani, Secrezioni interne ed esterne, digestione, assorbimento, emuntori , VI ed., con note aggiunte dei prof. Silvestro Baglioni, Milano, Società editrice libraria, 1923.
- Luigi Luciani, Sui centri psico-motori corticali: ricerche sperimentali, dei professori Luigi Luciani e Augusto Tamburini, Reggio Emilia, Tipografia di Stefano Calderini, 1878.
- Luigi Luciani, Sui fenomeni respiratori delle uova del bombice del gelso: nuove ricerche sperimentali / L. Luciani, A. Piutti, Firenze, coi tipi di M. Cellini e c., 1888.
- Luigi Luciani, Sulla fisiologia degli organi centrali del cuore: indagini sperimentali sulle rane fatte nell'Istituto fisiologico di Lipsia / dott. Luigi Luciani, Bologna, Fava e Garagnani, 1873.
- Luigi Luciani, Sulla patogenesi della epilessia: studio critico sperimentale, Reggio Emilia, Tipografia di Stefano Calderini e figlio, 1878.
- Luigi Luciani, Sulle funzioni del cervello: ricerche sperimentali / dei professori Luigi Luciani e Augusto Tamburini, Reggio Emilia, Tipografia di Stefano Calderini e figlio, 1879.
- Luigi Luciani, Lo svolgimento storico della fisiologia: Prelezione al Corso di fisiologia nella r. Università di Roma per l'anno accademico 1893-94, Torino, Ermanno Loescher Edit. (Tipografia Vincenzo Bona), 1894.